# 陈式海
陈式海（1966年3月—），男，汉族，福建永春人，中华人民共和国政治人物，福建省归国华侨联合会（简称福建省侨联）党组书记、主席，曾任中华全国归国华侨联合会副主席，第十三届全国政协委员。

## 外事活动
2025年5月，福建省归国华侨联合会（简称福建省侨联）党组书记、主席陈式海率团访问美，期间出席美国闽南亲友联谊总会第二届理事会就职典礼（费城金鼎海鲜酒家）。代表团成员包括平潭综合实验区侨联主席叶春晖、福建省侨联经济科技部部长林旭等。中国驻纽约总领事馆官员及侨界代表亦到场出席。
陈式海在致辞中肯定联谊会自2015年成立以来在服务旅美侨胞、推动中美民间交流方面的积极贡献，强调福建正处于高质量发展的战略机遇期，呼吁广大闽籍侨胞通过侨联平台积极参与家乡建设，并表示福建省侨联将一如既往支持海外侨团的发展壮大。活动现场举行了新旧会长交接、牌匾赠送等仪式，体现旅美侨胞的凝聚力及中美民间交流的务实成效。此次活动亦被视为陈式海推动海外侨务工作的代表性实践之一。